# Class 395
De Hitachi A-train, Class 395, ook wel Javelin (Engels voor speer) genoemd, is een elektrisch treinstel bestemd voor het regionale personenvervoer op de High Speed 1 in het Verenigd Koninkrijk. De treindienst wordt door Southeastern Railway onder de naam Southeastern Highspeed geëxploiteerd. De treinen worden door Southeastern geleaset van HSBC Rail. Het is een type hogesnelheidstrein dat geschikt is voor de regionale treindiensten die op hogesnelheidslijnen en op klassieke spoorlijnen rijden. Deze trein haalt niet de toegelaten maximumsnelheid op de hogesnelheidslijn (225 km/u in plaats van 300 km/u) maar is goedkoper in bouw en exploitatie. Deze trein is in concept te vergelijken met treintype V250 voor de Fyra.

## Geschiedenis
Het treinstel is voor het Britse spoorwegnet ontwikkeld uit de Hitachi A-train die door Hitachi Ltd voor de Japanse thuismarkt gebouwd werd.

## Constructie en techniek
Het treinstel is opgebouwd uit een aluminium frame met luchtgeveerde draaistellen.
Het onderhoud wordt door een speciaal opgerichte dochtermaatschappij Hitachi Maintenance Ltd uitgevoerd in een nieuwe werkplaats bij Ashford.

## Treindiensten
De treinen worden door de Southeastern ingezet op de volgende trajecten.
- Op de HSL van Londen tot Ashford International, waar de trein in de spits gesplitst wordt in een treindeel naar Margate met haltes in Canterbury West, Ramsgate en Broadstairs, en een treindeel naar Dover Priory met stops in Folkestone West en Central. Buiten de spits rijden er ieder uur aparte treinen voor Dover en Ramsgate die samen een halfuursdienst vormen tot Ashford.
- De andere treinen verlaten de HSL bij Ebbsfleet International en bedienen de lijn van Noord Kent tot Faversham. Broadstairs wordt tijdens de spits bediend.

Alle treinen stoppen in zowel Ebbsfleet als Ashford.
Tijdens de spits rijden de Javelin-treinen nog verder en rijden er extra diensten. Tijdens de Olympische Zomerspelen van 2012 was er een frequente pendeldienst ingesteld tussen St. Pancras en Stratford waar zich een olympisch stadion bevond.
De eerste commerciële dienst startte 29 juni 2009. Bij deze voorlopige dienst werd alleen op de HSL gereden van maandag tot vrijdag met drie treinstellen. Sinds 13 december 2009 wordt de volledige dienst gereden. Hiervoor zijn 25 treinstellen nodig.

## Foto's

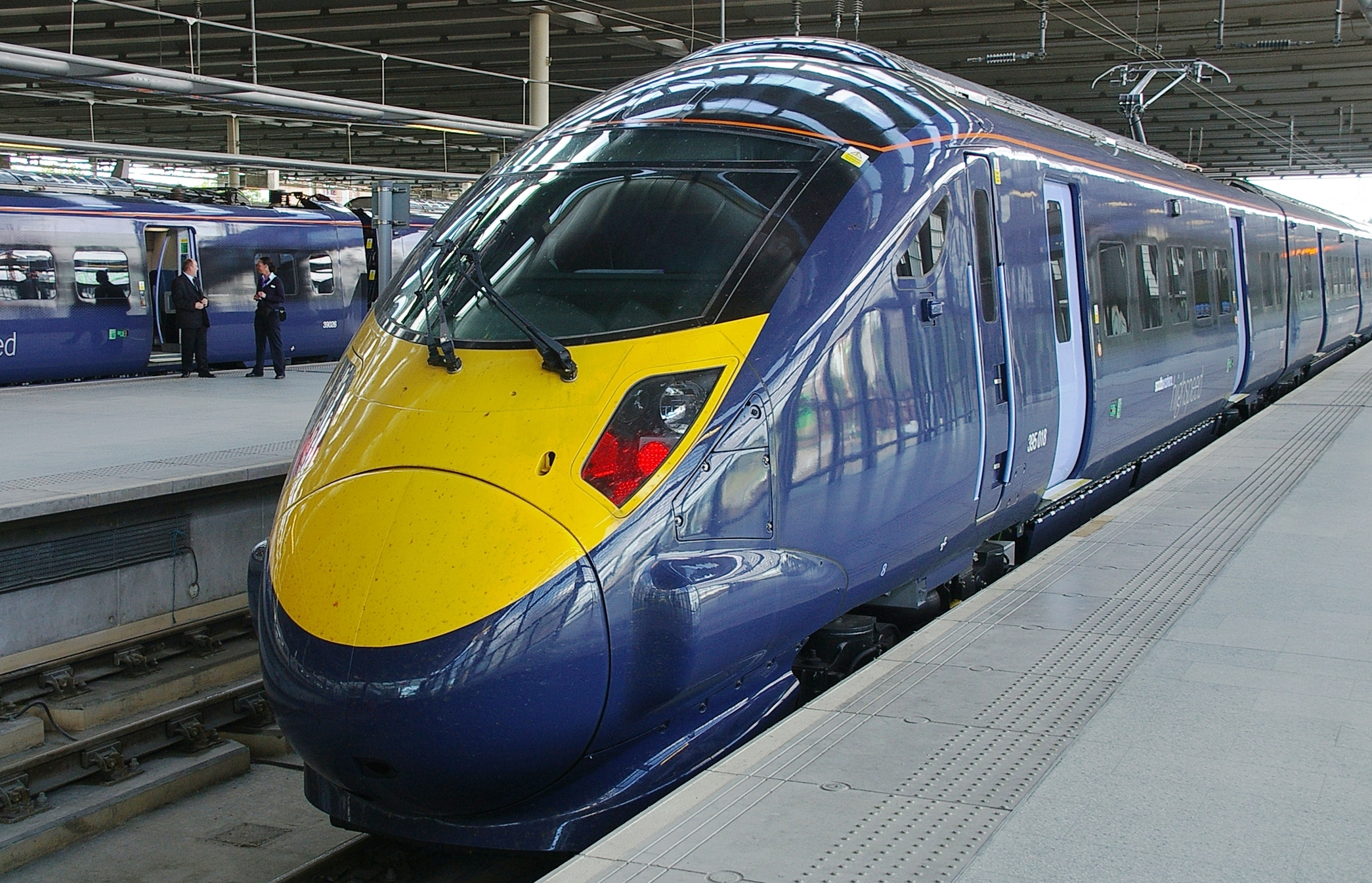
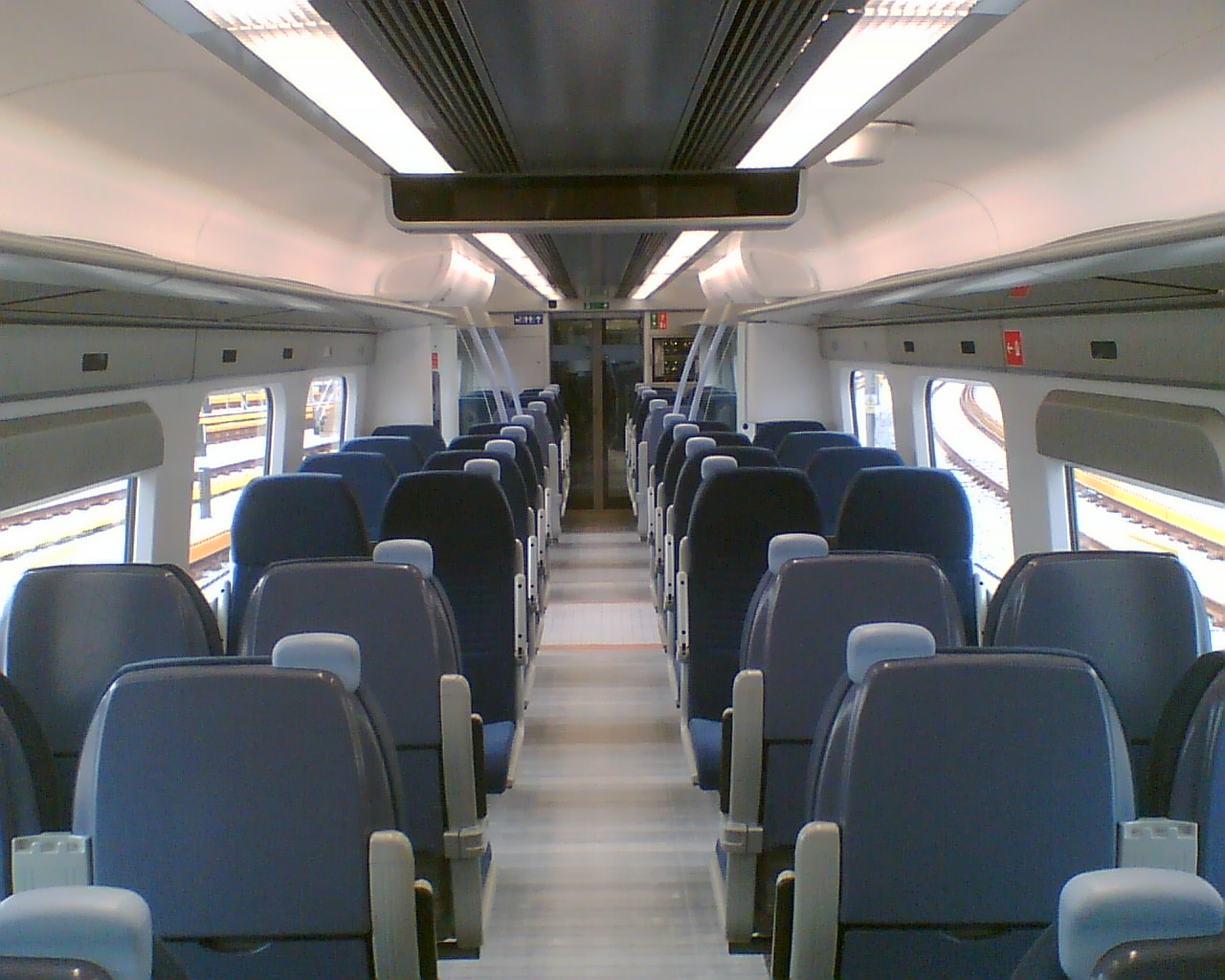